# Puchar Świata w skeletonie 1992/1993
Sezon 1992/1993 Pucharu Świata w skeletonie – 7. sezon Pucharu Świata w skeletonie. Rozpoczął się 15 grudnia 1992 roku w Oberhofie, w Niemczech. Ostatnie zawody z tego cyklu zostały rozegrane 28 stycznia 1993 roku w Altenbergu. Rozegrane zostały 3 konkursy.
Najlepszy był Austriak Franz Plangger, który wygrał wszystkie zawody.

## Kalendarz Pucharu Świata
| Lp.                                 | Data             | Miejscowość | 1. miejsce     | 2. miejsce     | 3. miejsce         |
| ----------------------------------- | ---------------- | ----------- | -------------- | -------------- | ------------------ |
| 1.                                  | 19 stycznia 1993 | Oberhof     | Franz Plangger | Gregor Stähli  | Christian Auer     |
| 2.                                  | 24 stycznia 1993 | Igls        | Franz Plangger | Alex Müller    | Gregor Stähli      |
| 3.                                  | 13 lutego 1993   | Altenberg   | Franz Plangger | Christian Auer | Michael Grünberger |
| Mistrzostwa Świata 1993 – La Plagne |                  |             |                |                |                    |

## Klasyfikacja
| lp. | zawodnik           | kraj              | punkty |
| --- | ------------------ | ----------------- | ------ |
| 1.  | Franz Plangger     | Austria           | 135    |
| 2.  | Christian Auer     | Austria           | 121    |
| 3.  | Gregor Stähli      | Szwajcaria        | 121    |
| 4.  | Alex Müller        | Austria           | 115    |
| 5.  | Michael Grünberger | Austria           | 111    |
| 6.  | Jürg Wenger        | Szwajcaria        | 107    |
| 7.  | Frank Fijakowski   | Niemcy            | 100    |
| 8.  | Orvie Garrett      | Stany Zjednoczone | 100    |
| 9.  | Tim Hathaway       | Wielka Brytania   | 99     |
| 10. | Martin Thaler      | Austria           | 93     |